# كارل بيرنبوم
كارل بيرنبوم (بالإنجليزية: Karl Birnbaum)‏ هو طبيب أعصاب وطبيب نفسي أمريكي، ولد في 1878 في شويدنكتسا ‏ في بولندا، وتوفي في 31 مارس 1950 في فيلادلفيا في الولايات المتحدة.